# Iowa Corn 350
La Iowa Corn 350 è una gara automobilistica di stock car appartenente alle NASCAR Cup Series che si tiene presso l'Iowa Speedway di Newton, nell'Iowa (Stati Uniti).
È la gara più "giovane" di tutto il calendario delle Cup Series, essendo queste arrivate nel circuito di Newton per la prima volta nel 2024.

## Storia
La NASCAR aveva già organizzato gare nel circuito di Newton con le Xfinity Series e le Truck Series, rispettivamente a partire dal 2009 e dal 2011 fino al 2019. Poi la pandemia di COVID-19 ha fatto allontanare il mondo della NASCAR dall'Iowa Speedway anche nel 2021. Intanto, nel 2018, un cambio nel managment della pista aveva visto partire dei lavori di ristrutturazione del tracciato, con lo scopo anche di far arrivare a Newton la classe NASCAR "regina" delle Cup Series.
Per sostituire la gara del circuito californiano di Fontana (in ristrutturazione), la NASCAR inizialmente porta avanti delle trattative per portare la Cup Series in Canada, nel circuito di Montreal. Le trattative però non portano a nulla di concreto e la NASCAR decide di ritornare nell'Iowa Speedway non solo con le sue serie inferiori, ma anche con le Cup Series a partire dal 2024.

## Albo d'oro
Fonti: Racing Reference; Jayski's Silly Season Site
| Anno                     | Data                     | N°                       | Pilota                   | Scuderia                 | Produttore               | Distanza                 | Distanza                 | Tempo                    | Media                    | Resoconto                |
| Anno                     | Data                     | N°                       | Pilota                   | Scuderia                 | Produttore               | Giri                     | Miglia                   | Tempo                    | Media                    | Resoconto                |
| Tracciato di 2.52 miglia | Tracciato di 2.52 miglia | Tracciato di 2.52 miglia | Tracciato di 2.52 miglia | Tracciato di 2.52 miglia | Tracciato di 2.52 miglia | Tracciato di 2.52 miglia | Tracciato di 2.52 miglia | Tracciato di 2.52 miglia | Tracciato di 2.52 miglia | Tracciato di 2.52 miglia |
| ------------------------ | ------------------------ | ------------------------ | ------------------------ | ------------------------ | ------------------------ | ------------------------ | ------------------------ | ------------------------ | ------------------------ | ------------------------ |
| 2024                     | 16 giugno                | 12                       | Ryan Blaney              | Team Penske              | Ford                     | 350                      | 306.2                    | 2:58:37                  | 102.874                  | Resoconto                |

### Piloti plurivincitori
Non vi sono piloti plurivincitori.

### Team plurivincitori
Non vi sono team plurivincitori

### Costruttori plurivincitori
Non vi sono costruttori plurivincitori.